# Galattosio 1-deidrogenasi
La galattosio 1-deidrogenasi è un enzima appartenente alla classe delle ossidoreduttasi, che catalizza la seguente reazione:
D-galattosio + NAD+ ⇄ D-galattono-1,4-lattone + NADH + H+